# Phénix (périodique)
 (juin 2014).
Pour les articles homonymes, voir Phoenix.
Phénix, sous-titré « revue internationale de la bande dessinée », est un périodique français d'étude de la bande dessinée, de réédition patrimoniale et de prépublication, fondé en 1966 par Claude Moliterni et la Socerlid.
Avec le périodique d'étude Giff-Wiff, Phénix fait partie de la première vague de revues d'études francophones sur la bande-dessinée.
À partir de 1973, dès son 28e numéro, Phénix est édité par Dargaud, avec un tirage à 30 000 exemplaires diffusés en kiosques.
Son 48e et dernier numéro est publié en 1977.

## Conception
À l'origine, Phénix est un bulletin de liaison entre membres de la Socerlid, qui se voulait plus ambitieux que le Giff-Wiff du début du Club de la Bande Dessinée.
La revue est fondée par Claude Moliterni, scénariste, auteur de romans policiers et de pièces radiophoniques. Contribuant activement à la revue, ses articles sont surtout des comptes rendus de salon, d’exposition ou d’interviews.
Dans les premiers numéros, on trouve un article rétrospectif des soixante-dix ans de la BD, signé Maurice Horn et des articles sur Milton Caniff, Little Nemo, Alain Saint-Ogan, Blake et Mortimer ou Alex Raymond.
Dans le numéro 8, fin 1968, la revue publie une interview de Marcel Gotlib et un récit complet de Robert Gigi, scénarisé par Moliterni.
Thierry Groensteen (Les Cahiers de la Bande Dessinée no 62), fait remarquer que Phénix, en multipliant les articles sur Hergé (douze), Edgar P. Jacobs (neuf), André Franquin (cinq) et Jacques Martin (cinq) contribue à leur influence dans la bande dessinée européenne. L'auteur note également qu'aucun article de fond n'est consacré à Astérix.
Au fil du temps, la revue proposera de plus en plus d'analyses critiques sur les nouvelles générations de bédéistes, avec un souci particulier pour ceux qui bousculent les conventions établies. De jeunes membres rejoignent le comité et amènent un ton nouveau : Jean-Pierre Dionnet, par exemple, est le premier à parler des Comics, de l’underground et des super-héros américains. Henri Filippini, Yves Frémion, Numa Sadoul font aussi partie de cette nouvelle génération de critiques. Ils auront, plus tard, un rôle important dans le milieu de la BD.

## Histoire
Phénix démarre en 1966 avec un tirage à trois mille exemplaires.
En 1973, la revue est récupérée par l'éditeur Dargaud et augmente son tirage à trente mille exemplaires.
Le changement d’éditeur amène un changement éditorial. La revue publie alors de la bande dessinée, mais aussi des analyses critiques, avec l'ambition de susciter l'intérêt d'un public nouveau. Avec une diffusion étendue et un contenu qui n'est plus exclusivement constitué de BD, Phénix sort du fanzinat, pour devenir une revue à plein titre. Au regard d'autres revues importantes du champ, comme Les Cahiers de la bande dessinée ou 9e Art, Phénix demeure une revue moins académique, mais une référence importante en termes d’historiographie et d’analyse.
Elle doit une partie de sa réputation à Pierre Couperie : pointilleux sur la vérification des sources, n’acceptant pas les erreurs de dates ou de noms, il ambitionne plus généralement de relier la bande dessinée à l’Histoire de l’Art. Il explique ainsi dans Phénix 28 : « Rappelons cette règle d’or : tout renseignement fourni par une agence, un éditeur, un journal, un auteur, doit être tenu pour faux jusqu’à vérification. Neuf fois sur dix on s’aperçoit qu’il était effectivement faux… ».